# 寺田ポンプ製作所
株式会社寺田ポンプ製作所（てらだポンプせいさくしょ）は、陸上渦巻ポンプ、水中ポンプの専門メーカー。

## 概要
終戦間もない1945年（昭和20年）に、寺田清作が渦巻ポンプ・タービンポンプの製造をする寺田鉄工所を創業。1950年（昭和25年）に自吸式うず巻ポンプの実用化に成功。生産及び販売を開始し、1954年（昭和29年）に自吸式渦巻ポンプを「セルプラポンプ」の名称で商標登録する。
1965年（昭和40年）には水中ポンプの製造販売に参入。1976年（昭和51年）には小型家庭用水中ポンプの製造販売を開始する。小型家庭用水中ポンプではお風呂の水を洗濯機に汲み上げるバスポンプを業界に先駆けて開発を行った企業である。同時にホームセンターやDIYショップに販路を開拓する。
1990年代には、業界に先駆けてケーシングにステンレスと樹脂を使った水中ポンプやケーシングに樹脂を使った陸上ポンプの製造販売を開始する。1997年（平成9年）にはポンプ業界で初めて品質マネジメントの国際規格ISO9001（国際標準化機構）を取得。ポンプ業界では先述したように業界に先駆けた商品開発を積極的に行うメーカーである。

## 沿革
- 1945年（昭和20年）11月 - 寺田清作が、寺田鉄工所の商号で渦巻ポンプ、タービンポンプの製作販売を始める。
- 1950年（昭和25年）12月 - 自吸式渦巻ポンプ実用化の研究完成、生産販売開始。大和高田市大字高田3番地に資本金30万円で株式会社寺田製作所を設立。
- 1954年（昭和29年）5月 - 大和高田市大字高田1130番地に、本社及び工場移転、鋳造工場を併設操業開始。自吸式うず巻ポンプを「セルプラポンプ」と命名、登録商標とする。
- 1958年（昭和33年）8月 - 東京、大阪営業所を開設。
- 1965年（昭和40年）6月 - 株式会社寺田ポンプ製作所に商号変更。
- 1967年（昭和42年）4月 - 水中ポンプを開発、本格的量産販売する。
- 1968年（昭和43年）1月 - 大和高田市東雲町3番17号に、工場、本社事務所、食堂等の建設着手。
- 1994年（平成6年）6月 - 本社事務所、新社屋完成。
- 1997年（平成9年）
  - 6月 - 新工場完成。
  - 12月 - 品質保証規格「ISO9001」を取得。
- 1998年（平成9年）3月 - 資本金を2億8130万円に増資。
- 2009年（平成21年）3月 - スラリー混入水対応ダブルメカポンプOW、OHW形シリーズ化完成。
- 2010年（平成22年）2月 - 吐出し方向を上、横に変更可能な新S形を発売。